# Georg Kaibel
Georg Kaibel (Lubecca, 30 ottobre 1849 – Gottinga, 12 ottobre 1901) è stato un filologo classico tedesco.

## Biografia

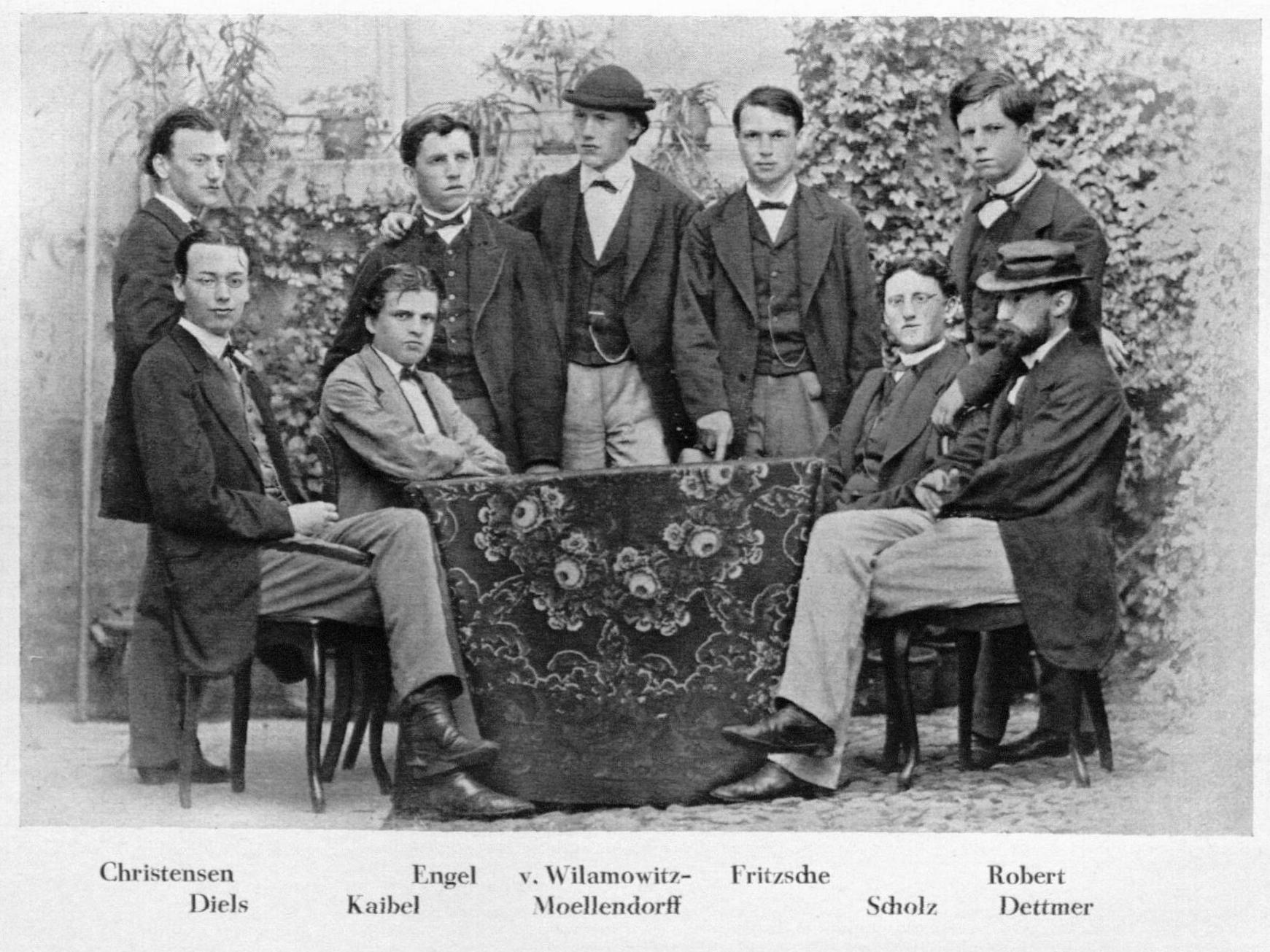
Kaibel a Bonn, nel 1869 (il secondo dei seduti, da sx), con i suoi compagni: sono riconoscibili, tra gli altri, Hermann Diels (seduto alla sua destra), Wilamowitz (in piedi al centro, con berretto), Carl Robert.

Dopo aver frequentato il liceo Katharineum di Lubecca, studiò filologia classica alle università di Gottinga (dal 1868 al 1869) e Bonn (dal 1869 al 1872); in quest'ultima università fu allievo di Hermann Usener e Franz Bücheler. Durante gli studi cominciò ad interessarsi di epigrafia greca, che successivamente sarebbe diventata la sua principale area di studio. Vinse il concorso organizzato da Usener con lo scopo di raccogliere le poesie greche sopravvissute in forma epigrafica ed usò parte del materiale raccolto per il concorso per scrivere la tesi De monumentorum aliquot Graecorum carminibus ("Le poesie di alcuni monumenti greci"), con la quale nel 1871 ottenne il dottorato; l'anno successivo superò l'esame di stato per l'abilitazione all'insegnamento nelle scuole secondarie. Nel periodo 1872-74 fu membro dell'Istituto archeologico germanico a Roma, dove divenne collaboratore di Theodor Mommsen. Successivamente insegnò, dapprima in prova a Elberfeld e dal 1875 al 1878 all'Askanisches Gymnasium di Berlino.
L'attività di ricerca gli permise di ottenere l'abilitazione a professore, nel 1878 a Gottinga, dove si sposò due anni dopo. Nel 1879 divenne professore associato di filologia classica all'Università di Breslavia ed in seguito professore a Rostock (1881), a Greifswald (1883), dove sostituì il compagno di studi Ulrich von Wilamowitz-Moellendorff, e a Strasburgo (1886). Nel 1897 tornò a Gottinga, dove venne eletto membro effettivo della Accademia delle Scienze di Gottinga e dove morì di tumore allo stomaco nel 1901. Dal 1882 fino alla sua morte fu editore della rivista filologica Hermes.

## Attività di ricerca
Kaibel concentrò la propria ricerca in tre campi: epigrafia ed epigrammatica, Seconda sofistica e commedia greca antica.
Nel 1878 pubblicò gli Epigrammata Graeca ex lapidibus conlecta, un volume in cui raccoglieva tutti gli epigrammi (oltre mille testi) che aveva collezionato dalle tombe greche fin dal periodo degli studi; nel 1879 seguì il Supplementum epigrammatum Graecorum ex lapidibus conlectorum. Partecipò alla realizzazione delle Inscriptiones Graecae ideato da Mommsen e diretto da Kirchhoff curando il volume XIV, Inscriptiones Italiae et Siciliae (1890) e curò il commento alle parti in greco delle iscrizioni contenute nel Res gestae divi Augusti ex monumentis Ancyrano et Apolloniensi di Mommsen (1883).
Nel campo della Seconda sofista, pubblicò edizioni critiche degli scritti di vari autori: Dionigi di Alicarnasso (1885), i Deipnosofisti di Ateneo di Naucrati (nella Bibliotheca Teubneriana, 1886-1890), il Protreptikos di Galeno (1894), Cassio Longino (1899) e Frinico Arabio (1899).
Negli anni 1890 pubblicò insieme a Wilamowitz un papiro da poco scoperto della Costituzione degli Ateniesi di Aristotele (volumi 1 e 2 nel 1891, volume 3 nel 1898).
Nel campo della commedia, a partire dal 1890 lavorò all'opera Poetarum Comicorum Graecorum Fragmenta, che si collocava nell'ambito del progetto di Wilamowitz di raccogliere tutti i frammenti dei poeti greci; Kaibel poté terminare solo il primo volume dell'opera (1899). Scrisse inoltre parecchi articoli per i primi quattro volumi della Realencyclopädie der Classischen Altertumswissenschaft di Georg Wissowa (1894-1901), ma il suo lavoro fu usato anche per alcune voci dei successivi volumi.
Pubblicò edizioni di alto livello di due tragedie di Sofocle: Elettra, di cui curò nel 1896 il commento, e Antigone (1897).

## Opere selezionate
- Epigrammata Graeca ex lapidibus conlecta (1878)
- Supplementum epigrammatum Graecorum ex lapidibus conlectorum (1879)
- Dionysios von Halikarnassos (1885)
- Athenaei Naucratitae Deipnosophistai (nella Bibliotheca Teubneriana, 1886-90)
- Inscriptiones Italiae et Siciliae (IG XIV, 1890)
- Athenaiôn Politeia di Aristotele  (Volume 1 e 2 1891, Volume 3 1898), con Ulrich von Wilamowitz-Moellendorff
- Protreptikos di Galeno (1894)
- Elektra di Sofocle (1896)
- Antigone di Sofocle (1897)
- Poetarum Comicorum Graecorum Fragmenta (1899)
- Phrynichos (1899)
- Cassius Longinus (1899)